# 1580
Năm 1580 (số La Mã: MDLXXX) là một năm nhuận bắt đầu từ ngày thứ Sáu  trong lịch Julius.

## Sự kiện
- Tháng 8: Nhà Mạc đánh vào Thanh Hoa, cướp các huyện rồi rút về.

## Mất
- Inés de Suárez
- Tháng 10: Mạc Kính Điển phụ chính nhà Mạc.